# Hebewerk (Bohranlage)
Ein Hebewerk ist eine große Winde hoher Leistung, die Bestandteil einer Bohranlage ist. Es spult das Drahtseil des Flaschenzuges, der den Bohrstrang bewegt, auf und ab. Über das Hebewerk lässt sich ebenfalls die Last auf den Bohrmeißel steuern.
Hebewerke unterscheiden sich im Wesentlichen durch ihre Leistung, den verwendbaren Seildurchmesser, die Getriebeart (Kettentrieb oder Getriebe) und die Betriebsart (Freifall- oder 4-Quadrantenbetrieb).

## Bestandteile
Ein modernes Hebewerk besteht aus 5 Hauptkomponenten:
- Motor(en)
- Getriebe
- Seiltrommel
- Parkbremse
- Wirbelstrombremse